# تومي تايلور
تومي تايلور (بالإنجليزية: Tommy Taylor)‏ مواليد 29 يناير 1932 في جنوب يوركشير، إنجلترا - الوفاة 6 فبراير 1958 في ميونخ، بافاريا، ألمانيا الغربية، كان لاعب كرة قدم إنجليزي كان يلعب كمهاجم. سبق له أن لعب في كأس العالم لكرة القدم مع منتخب بلاده. كان أحد ضحايا كارثة ميونخ الجوية حيث توفي بعد عدة أيام من عامه السادس والعشرين.

## المسيرة الاحترافية

### أندية لعب لها
- نادي بارنسلي
- مانشستر يونايتد

## روابط خارجية
- تومي تايلور على موقع الاتحاد الدولي (مؤرشف)  (الإنجليزية)
- تومي تايلور على موقع قاعدة بيانات كرة القدم.إي يو (الإنجليزية)
- تومي تايلور على موقع ناشيونال فوتبول تيمز (الإنجليزية)